# اومه، توکیو

٫

نقشهٔ اومه واقع در ناحیهٔ تامای توکیو

اومه (به ژاپنی: 青梅市 Ome) به یکی از بخش‌های منطقه تامای توکیو، پایتخت ژاپن گفته می‌شود. مساحت آن ۱۰۳٬۲۶ کیلومتر مربع است. رود تاما از مرکز این ناحیه گذشته و از غرب به شرق آن جریان دارد. اتوبان شماره ۴۱۱ از این منطقه رد می‌شود. کوه میتاکه در ناحیه اومه واقع شده‌است.